# 乌兰哈达苏木 (扎鲁特旗)
乌兰哈达苏木是中华人民共和国内蒙古自治区通辽市扎鲁特旗下辖的一个苏木。
2012年1月20日，内蒙古自治区人民政府批复同意从巴雅尔图胡硕镇划出部分区域，设置乌兰哈达苏木，辖乌兰哈达、都日本格日、额尔敦宝力皋、巴彦扎拉嘎、查干恩格尔、塞布尔、黄和图、巴彦格尔8个嘎查，驻乌兰哈达。

## 行政区划
乌兰哈达苏木下辖以下村级行政区划单位：
乌兰哈达嘎查、都日本格日嘎查、额尔敦宝力皋嘎查、巴彦扎拉嘎嘎查、查干恩格尔嘎查、赛布尔嘎查、黄和图嘎查和巴彦格尔嘎查。